# Nuragus
Nuragus is een gemeente in de Italiaanse provincie Zuid-Sardinië (regio Sardinië) en telt 1014 inwoners (31-12-2004). De oppervlakte bedraagt 19,9 km², de bevolkingsdichtheid is 51 inwoners per km².
De volgende frazioni maken deel uit van de gemeente: Lixius.

## Demografie
Nuragus telt ongeveer 401 huishoudens. Het aantal inwoners daalde in de periode 1991-2001 met 4,1% volgens cijfers uit de tienjaarlijkse volkstellingen van ISTAT.
| Jaar | Inwoneraantal |
| ---- | ------------- |
| 1991 | 1069          |
| 2001 | 1025          |

## Geografie
De gemeente ligt op ongeveer 359 m boven zeeniveau.
Nuragus grenst aan de volgende gemeenten: Genoni (OR), Gesturi (MD), Isili, Laconi (OR), Nurallao.